# George Drumur
George Drumur (pseudonimul literar al lui George Pavelescu; n. 14 martie 1911, Horecea–Mănăstirii, districtul Cernăuți, Ducatul Bucovinei – d. 7 iunie 1992, Timișoara) a fost un scriitor, publicist, muzicolog și traducător român.
A fost membru al Societății Scriitorilor Bucovineni și al Uniunii Scriitorilor din România.

## Biografie
A fost licențiat al Institutului Regal de Științe Administrative al României, Școala superioară de documentare și de științe administrative, al Conservatorului de muzică și artă dramatică din Cernăuți și absolvent al Facultății de matematică-fizică din Timișoara-București.
A fost secretar de redacție al revistei „Iconar” din Cernăuți, prim-redactor al revistei „Bucovina literară” din Cernăuți, redactor șef al publicației „Deșteptarea” din Cernăuți, director al editurii „Bucovina literară” din Cernăuți, președintele Cercului „Bucovina literară” din Cernăuți.
A fost funcționar la Mitropolia Bucovinei și la Fundațiile culturale române, director al Căminului cultural Egumenul Artemon din Horecea-Mănăstirii, director al Editurii George Drumur din Cernăuți, profesor la diverse școli din Cernăuți, profesor la Școala profesională de ucenici din Brezoi[nefuncțională]
, jud. Vâlcea, funcționar la Federala Cooperativelor Agricole „Centru” din Timișoara, secretar casier la Conservatorul de Muzică din Timișoara, șef de serviciu la Institutul de Artă din Timișoara, prim secretar la Institutul de Artă din Timișoara, profesor/secretar la Școala specială de muzică din Timișoara, profesor cumulard la Școala populară de artă și Universitatea populară din Timișoara, secretar artistic la Opera de Stat din Timișoara, secretar literar-muzical la Opera de Stat din Timișoara.
A debutat în 1931 cu două poezii în revista „Junimea literară” din Cernăuți (poeziile Peisaj și Pace.

## Volume de poezie
- Solstiții, Editura Iconar, Cernăuți, 1936
- Suflete în azur, Editura Bucovina, București, 1940
- Vatra cu stele, Editura Bucovina literară, Cernăuți, 1942
- Însemnele anilor, Editura Facla, Timișoara, 1973
- Neodihna cuvintelor, Editura Facla, Timișoara, 1986

## Traduceri
- Orfeu, operă de C. W. Gluck, versiunea românească în versuri a libretului, Teatrul Național, Cernăuți, 1938
- Pescuitorii de perle, operă de G. Bizet, versiunea românească a libretului, Opera Română, Timișoara, 1959
- Anotimpurile, oratoriu de J. Haydn, versiunea românească în versuri a libretului, Filarmonica de Stat „Banatul”, Timișoara, 1960
- Elixirul dragostei, operă de G. Donizetti, versiunea românească în versuri a libretului, Opera Română, Timișoara, 1967
- Norma, operă de V. Bellini, versiunea românească în versuri a libretului, Opera Română, Timișoara, 1968

Traduceri în periodice din lirica rusă și sovietică (A. S. Pușchin, N. Nekrasov, M. Isakovschi, K. Krapiva, Al. Jarov, N. Ușacov, St. Scipaciov, P. Tiutcev, N. Semenov etc.), din lirica germană (H. Liebhardt, H. Kehrer, H. Mokka, G. Gros etc.), din lirica slovacă și cehă (P. Plavka, M. Kratochvilova etc.) etc.

## Versuri pentru muzică în partituri și colecții tipărite
- Cântec pentru pace, muzica de Sabin Drăgoi, București, 1949
- Nouă cântece pentru copii, muzica de Mircea Hoinic, București, 1959
- Vremuri noi, cantată de Richard Oschanitzky, Timișoara, 1959
- Satul meu, muzica de Eugen Cuteanu, Timișoara, 1960
- Printre flori, muzica de Eugen Cuteanu, București, 1966
- Culegere de coruri, muzica de Eugen Cuteanu, Mircea Hoinic, Richard Oschanitzky etc., Casa regională a creației populare, Banat, 1969
- Țara-n sărbătoare, muzica de Sava Ilin, Casa centrală a creației populare, București, 1969
- Peste ani, muzica de Ion Crișan, Timișoara, 1969
- Votează țara, muzica de Sava Ilin, Consiliul culturii și educației socialiste, București, 1975
- Frumoasă ești țară, muzica de Mircea Stan, Comitetul de cultură și educație socialistă, Iași, 1975
- Românie, leagăn drag, muzica de Mircea Stan, Comitetul județean de cultură și educație socialistă, Vaslui, 1978

## Colaborări la periodicele
Argonaut (Rădăuți), Banater Schritung (Timișoara), Banatscoe novine (Timișoara), Banatul (Timișoara), Bucovina literară (Cernăuți), Cadran (București), Convorbiri literare (București), Cronicar (Cernăuți - Sibiu), Curentul (București), Deșteptarea (Cernăuți – Râmnicul Vâlcea), Die Wahreit (Timișoara), Drapelul (București), Drapelul roșu (Timișoara), Fiii Daciei (New York, U. S. A.), Gând românesc (Cluj), Glasul Bucovinei (Cernăuți), Iconar (Cernăuți), Înnoirea (Arad), Junimea literară (Cernăuți), Lumina (Beograd, Iugoslavia), Luptătorul bănățean (Timișoara), Neuer Banater Zeitung (Timișoara), Orion (Rădăuți), Orizont (Timișoara), Pagini literare (Turda), Plai (Cernăuți), Provincia (Turnu Severin), Revista Fundațiilor Regale (București), Suceava (Cernăuți), Scrisul bănățean (Timișoara), Suceava, supliment literar al ziarului „Zori noi” (Suceava), Szabat Szo (Timișoara), The News People’s (New York, U. S. A.), Țara Șipenițului (Cernăuți), Universul (București), Viața Bănățeană (Timișoara), Viața socială a Bucovinei (Cernăuți - București), Vrerea (Timișoara), Zori noi (Suceava).

## Alte colaborări
- Asociația Științifică pentru Enciclopedia României, Enciclopedia României: vol. 2: Țara Românească, Imprimeria Națională, București, 1938 (colectivul Mircea Vulcănescu)